# Maylandia barlowi
Maylandia barlowi är en fiskart som först beskrevs av Mckaye och Stauffer, 1986.  Maylandia barlowi ingår i släktet Maylandia och familjen Cichlidae. IUCN kategoriserar arten globalt som livskraftig. Inga underarter finns listade i Catalogue of Life.